# Пам'ятний знак Польської Військової Організації
Пам'ятний знак Польської військової організації — нагрудний знак, заснований в листопаді 1918 року на засіданні Головного штабу Польської військової організації. Нею нагородили ветеранів цієї організації. Його також називають «Значок ПОВ» або «Хрест ПОВ».

## Опис
Нагорода має форму латунного лицарського хреста, оксидованого та посрібленого, розміром 32×32 мм, з гербами, укладеними в широку плоску рамку. На гербі рельєфні літери: «P», «O» і «W» і дата «1918» (на нижньому рамені), посередині монограма: «JP» (ініціали Юзефа Пілсудського), між раменами потрійні промені. Автором значка був солдат 1-го Полку піхоти легіонів Войцех Ястшембовський, згодом професор Академії красних мистецтв у Варшаві.
Знак прикріплювався до лацкана мундира або костюма шпилькою з ковпачком, на якій вибивалися дані гравера.
Його виготовляли різні граверні майстерні, серед яких:
- Гравер Я. Міхровський, Варшава, вул. Нови Свят 15;
- Гравер В. Мечник, Варшава, вул. Свєнтокшиська (написано: «Ś-to krzyska») 20.